# Szablak południowy
Szablak południowy (Sympetrum meridionale) – gatunek ciepłolubnej ważki z rodziny ważkowatych (Libellulidae). Jest szeroko rozprzestrzeniony w krajach basenu śródziemnomorskiego. W północnej Europie pojawia się rzadko. Na wschodzie jego zasięg występowania rozciąga się po Azję Środkową, nieliczne stwierdzenia pochodzą też z północnych Indii.
Długość ciała 38 mm, rozpiętość skrzydeł 56 mm. Samce mają jednolicie czerwonawe ubarwienie tułowia.
W Polsce obserwowany głównie w południowo-wschodniej części kraju nad małymi zbiornikami ciepłych, stojących wód. W pozostałej części kraju widywany lokalnie i rzadko. Imagines latają od czerwca do września.